# Capalbio
Capalbio – miejscowość i gmina we Włoszech, w regionie Toskania, w prowincji Grosseto.
Według danych na rok 2004 gminę zamieszkiwało 3713 osób, 19,9 os./km².